# Cynthia Chalková
Cynthia Chalková (nepřechýleně Chalk, rozená Jennings; 9. prosince 1913 – 5. dubna 2018) byla kanadská fotografka.

## Životopis
Narodila se v Ottawě v Ontariu. Byla členkou Montrealského fotografického klubu; spolueditovala klubový zpravodaj Cameragram a sloužila jako předsedkyně divize Nature klubu. Působila ve vedení Národní asociace pro fotografické umění, později Kanadské asociace pro fotografické umění a Americké fotografické společnosti (Photographic Society of America). Její práce se objevila v Outdoors Canada a byla zařazena na výstavu „National Film Board of Canada “ „Photography 75“ a do Národní sbírky přírodních fotografií.
Cynthia se v roce 1936 provdala za Henryho Chalka.
Cynthia byla vedoucí skautek a zakládající členkou vůbec prvního Montrealského motocyklového klubu pro ženy.
Chalk dosáhla 100 let v roce 2013 a zemřela v dubnu 2018 ve věku 104 let.